# ПНР-1
ПОКАЗАТЬ_ЗАГОЛОВОК

## О приборе
ПНР-1 — это активный бинокулярный прибор ночного виденья, разработанный для работы в условиях ночной видимости. Его производство началось в СССР сразу после окончания Второй мировой войны и продолжалось вплоть до 1989 года. ПНР-1 стал одним из первых переносных приборов ночного видения (ПНВ), предназначенный для саперов и разведчиков.
Характеристики:

Питание прибора осуществлялось от трёх аккумуляторов нк-13, которые в сумме обеспечивали напряжение 3,75 вольта. Это напряжение было необходимо для работы ПНР-1, и его потребление составляло около 1,2 ампер. Масса прибора в полной комплектации достигала 8 килограмм. Прибор был очень универсальным и имел два вида носки: на каске СШ-60 с помощью специального крепления в комплекте (2 рис.) или на кожаном налобнике (1 рис.). Этот прибор относится к нулевому поколению приборов ночного видения. Его электронно-оптические преобразователи (ЭОП) работали от высокого напряжения в 17,5 киловольт которые создавал блок питания. 

Блок питания представлял собой высоковольтный преобразователь, заключённый в металлический корпус. В нижней части устройства находились два переключателя: «Блок» и «Свет». Когда переключался тумблер «Блок», бинокуляры прибора ночного видения загорались, и раздавался характерный треск — это был главный признак исправности устройства. Поскольку прибор был нулевого поколения, ему не хватало лунного света. В этом случае при переключении тумблера «Свет» включался инфракрасный излучатель, который представлял собой лампу накаливания со специальным светофильтром, пропускающим только инфракрасные лучи. 
Прибор хранился в стальном ящике-рюкзаке. Блок питания которого был соединён с аккумуляторами при помощи застёжек, которые находились в стальной коробке. Внизу ящика-рюкзака была открываемая шторка которая вела к переключателям Блока питания. Блок питания вместе с аккумулятором крепился внутри ящика-рюкзака с помощью металлической застежки и легко доставался. Аккумулятор и блок питания можно крепить на ремень но для этого придаться надевать дополнительные пряжки и ремешки. 
В дальность виденья такого прибора без дополнительной ИК подсветки составляет 10 метров. А время работы на родных около 5 часов. 